# Paul Phélypeaux de Pontchartrain
Pour les autres membres de la famille, voir Famille Phélypeaux.
Paul Phélypeaux de Pontchartrain, seigneur de Pontchartrain et de Villesavin, est un homme d'État français né à Blois en 1569 mort à Castelsarrasin le 21 octobre 1621.

## Origines familiales
Il est fils de Louis Phélypeaux seigneur de La Vrillère (mort en 1585), licencié en droit, conseiller au présidial de Blois vers 1553et de Radegonde Garrault (contrat de mariage du 22 août 1557) et frère de Raymond Phélypeaux d'Herbault et de Suzanne Phélypeaux, femme de Paul Ardier.

## Carrière politique
Secrétaire ordinaire de la chambre du roi le 3 mars 1583, avec commission de signer en finances le 22 avril 1591, il devient secrétaire du roi le 15 juillet 1591 et commis de Villeroy en 1594. Il est secrétaire des commandements de la Reine Marie de Medicis de 1600 à 1610, date à laquelle lui succède dans ces fonctions Jean Phélypeaux de Villesavin.
Apprécié de la reine, il est pourvu secrétaire d'État le 16 avril 1610, sur démission de Pierre Forget de Fresnes et entre en exercice le 21 avril 1610, trois semaines avant la mort de Henri IV. Il assiste la Reine Marie de Médicis dans l'administration de la Régence et est particulièrement chargé de la religion prétendue réformée. Il est un des négociateurs de la paix de Loudun, signée le 3 mai 1616 entre la régente et le prince de Condé. 
Il conserve ses fonctions après la chute de Concini le 24 avril 1617, et l'éloignement des affaires de Marie de Médicis. En 1617 il contribue à l’Assemblée des Notables de Rouen. À partir de 1618 au plus tard, il emploie comme commis son neveu, Paul II Ardier. Le 12 mai 1619 il conclut la Paix avec la Reine-Mère. Il tombe malade au siège de Montauban où il accompagne le roi. Transporté à Castelsarrasin, il y meurt le 12 octobre 1621. Son corps est rapporté à Paris et inhumé à Saint-Germain de l'Auxerrois dans la chapelle de Saint Laurent par les soins de sa veuve.
En février 1609, il acquiert pour 49 000 livres la seigneurie de Pontchartrain, près de Montfort-L'Amaury. En 1614, il achète le fief de Godemaire à Cheval-Mort, et le 14 novembre 1616, le moulin de Chennevières et des terres à Chambord. Le 8 mars 1621, il afferme la terre de Pontchartrain à Nicolas Philippes, gruyer de Neauphle et receveur de Pontchartrain.

## Descendance
Il épouse le 11 juin 1605. Anne de Beauharnais, dame de Pontchartrain, décédée le 20 janvier 1653 et fille de François Ier de Beauharnais.
Il a quatre enfants, un garçon et trois filles :
- Louis I Phélypeaux de Pontchartrain (né en 1613, mort le 30 avril 1685), secrétaire d'État en survivance de son père en 1621, reçu conseiller au Parlement de Paris le 13 mars 1637, puis président à la chambre des comptes de Paris le 23 août 1650 (où il succède à son cousin germain Paul II Ardier) ;
- Marie Phélypeaux (née en 1608, morte le 15 avril 1670), femme d'Anne Mangot, seigneur de Villarceaux (né en 1588, mort le 10 avril 1655[12]), reçu conseiller au parlement de Bretagne le 27 septembre 1619, puis de celui de Paris le 22 février 1623[13], maître des requêtes le 18 mars 1627[14] ;
- Claude Phélypeaux (morte le 11 mai 1682), femme de Pierre de Hodicq, seigneur de Marly et de Rubelles, conseiller du roi en ses conseils, reçu conseiller au parlement le 26 mars 1621[15] puis président de la cinquième chambre des Enquêtes du parlement de Paris le 30 août 1621[16], puis conseiller en la grand chambre ;
- Charlotte Phélypeaux (née en 1610, morte le 6 janvier 1688[17]), qui épouse en premières noces le 14 avril 1637 Louis Frère, seigneur de Crolles (mort le 10 novembre 1643), maître des requêtes en 1637, conseiller au parlement de Grenoble puis premier président de ce même parlement[18],[19] nommé par lettres datées de Saint-Germain le 12 octobre 1640 et en secondes noces Jean-Baptiste Amelot (né en 1612, mort à Paris le 15 avril 1688[20]), vicomte de Bisseuil, reçu conseiller au grand conseil le 22 novembre 1635, maître des requêtes le 21 février 1642[21].

Les papiers personnels de Paul de Pontchartrain et de sa famille sont conservés aux Archives nationales  sous la cote 257AP.
Une trouvaille
Son buste en bronze daté de 1610 attribué à Francesco Bordoni (vers 1574-1654), qui fut reproduit en gravure par Gérard  Edelinck vers 1696, et que son petit-fils Louis II fit transporter après 1689 à Ponchartrain, retrouvé "sur un banal meuble de style Louis XIII" chez un particulier par le hasard d'un inventaire, a été vendu aux enchères à Paris (Drouot-Richelieu) le 20 novembre 2019 pour la somme de 3 048 000 euros (cf. reproduction couleur sur la page de couverture de "La Gazette Drouot" n°34 - 11/11/2019, et l'article d'Anne Doridou-Heim pp 9 à 11, ill. coul., et l'article de Gilone dans "Point de Vue" n°3719 - 30/10/2019, page 70).